# Xavier Marchand
Xavier Marchand (Deauville, 4 agosto 1973) è un ex nuotatore francese.
Specializzato nei misti ha partecipato alle Olimpiadi di Atlanta 1996 e di Sydney 2000.

## Biografia
Anche il fratello maggiore Christophe Marchand è stato nuotatore di caratura internazionale. Ha intrattenuto una relazione sentimentale con la nuotatrice Céline Bonnet, con la quale ha avuto un figlio Léon Marchand, a sua volta nuotatore.

## Palmarès
- Mondiali

Perth 1998: argento nei 200 m misti.
- Europei

Siviglia 1997: argento nei 200 m misti.
Helsinki 2000: bronzo nei 200 m misti.
- Giochi del Mediterraneo

Linguadoca-Rossiglione 1993: argento nei 200 m misti e bronzo nei 400 m misti.
Bari 1997: oro nei 200 m misti.